# 新锡安主义
新锡安主义（希伯來語：ניאו-ציונות），是以色列右翼、民族主义和原教旨主义意识形态。1967年六日战争，以色列占领约旦河西岸和加沙地带后，在以色列興起。新锡安主義者认为这些土地是以色列的一部分，并主张由以色列犹太人定居。有些甚至主张阿拉伯人不仅要離開这些地区，而且要从1949停战协议分界線離開。
1993年，乌里·拉姆（Uri Ram）出版的作品將“后锡安主義”（Post-Zionism）帶入以色列論述圈。在同一卷中，Gershom Shafir对比了后锡安主義和他所称的新锡安主義。 在1996年一篇被广泛引用的文章中，社会学家乌里·拉姆用“新锡安主義”一词来描述1967年六日战争后在以色列发展起来的一种政治宗教意识形态。: 18: 67: 218 他认为这是以色列 中“排外的、民族主义的、甚至是种族主义的、反民主的政治文化趋势”，与后锡安主義和劳工錫安主义的左翼政治平行发展，也对立发展。

## 意识形态
乌里•拉姆认为，新锡安主義不是新现象，而是在1967年的六日战争和征服耶路撒冷之后出现的。:121拉姆认为耶路撒冷是新锡安的象征首都，而后锡安以特拉维夫为中心。在1973年战争几乎失败之后，人们的焦虑加剧了这种情绪。

## 典型代表
乌里•拉姆（Uri Ram）以「大以色列運動」:51–52及1974年創立的「忠信社群」為代表。忠信社群是宗教與民族主義的混合。:121:51 拉姆也點名利庫德及全國宗教黨（NRP），還有一些小政黨，如優勢以色列黨、Moledet、復興黨:57 。
媒體方面，新錫安主義代表為以色列國家新聞。 非營利組織Im Tirtzu則捍衛新錫安主義意識形態。

### 註腳
1. ↑  Uri Ram. . Routledge. 2010: 112  [2019-06-26]. （原始内容存档于2020-08-09）.
2. ↑  Ella Shohat. . Duke University Press. 2006: 382  [2019-06-26]. （原始内容存档于2020-08-09）.
3. ↑  Motti Regev; Edwin Seroussi. . University of California Press. 2004  [2019-06-26]. （原始内容存档于2020-08-09）.
4. ↑  Dan Leon. . Sussex Academic Press. 2004.[]
5. ↑  Ronit Lenṭin. . Berghahn Books. 2000  [2019-06-26]. （原始内容存档于2020-08-09）.
6. ↑  Uri Ram "Historiosphical Foundations of the Historical Strife in Israel" in Israeli Historical Revisionism: from left to right, Anita Shapira, Derek Jonathan Penslar, Routledge, 2002, pp.57-58.
7. 1 2 3  Ghazi-Bouillon, Asima. . Routledge. 2009.
8. 1 2 3  Uri Ram. . Anita Shapira; Derek Jonathan Penslar  (编). . Psychology Press. 2003. ISBN 9780714653792.
9. ↑  . TheJournal.ie. August 19, 2014  [2023-11-04]. （原始内容存档于2018-11-07）.
10. ↑  Cobi Ben-Simhon. . Haaretz. June 5, 2009  [2023-11-04]. （原始内容存档于2017-04-06）.

### 延伸閱讀
- Gershon Baskin, "Neo-Zionism, Religion, and Citizenship" （页面存档备份，存于） Foreign Policy in Focus, September 26, 2007.
- Cobi Ben-Simhon. . Haaretz. June 5, 2009  [2023-11-04]. （原始内容存档于2017-04-06）.
- David Breakstone, "Zionism isn't what it used to be" The Jerusalem Post, June 21, 2009
- Dana Agmon, "Neo-Zionism -- Israel's True Threat" （页面存档备份，存于） The Huffington Post, October 12, 2010.

## 外部連結

### 新錫安主義組織
- Kumah （页面存档备份，存于）
- Im Tirtzu （页面存档备份，存于）